# SOV31
Xperia Z4 SOV31（エクスペリア ゼットフォー エスオーブイ サンイチ）は、ソニーモバイルコミュニケーションズによって開発された、auブランドを展開するKDDIおよび沖縄セルラー電話の第3.9世代移動通信システム（au 4G LTE/au VoLTE）、第4世代移動通信システム（au 4G LTE CA/WiMAX2+）対応スマートフォンである。

## 概要
SOL26の後継機種で、au向けのXperiaシリーズでは初のVoLTE対応機種となる。
なお、赤外線通信には対応していない。
キャッチコピーは「だから私は、Xperia。」。なお、ドコモ版のTVコマーシャルでも同じキャッチコピーが使用されていた。

## その他機能
※PC向けWebブラウザが標準装備されている。携帯向けサイト(EZWeb)は他のスマートフォンやPCと同じく閲覧不可。
| 主な機能・対応サービス                                                  | 主な機能・対応サービス                                         | 主な機能・対応サービス                  | 主な機能・対応サービス         |
| ----------------------------------------------------------------------- | -------------------------------------------------------------- | --------------------------------------- | ------------------------------ |
| auウィジェット Webブラウザ                                              | LISMO! for Android （ハイレゾ音源対応版） LISMO WAVE           | おサイフケータイ NFC おくだけ充電（Qi） | ワンセグ フルセグ DLNA/DTCP-IP |
| au one メール PCメール Gmail EZwebメール                                | デコレーションメール デコレーションアニメ                      | Friends Note                            | PCドキュメント                 |
| au Smart Sports Run & Walk Karada Manager ゴルフ(web版) Fitness、歩数計 | GPS 方位計                                                     | au oneナビウォーク au one助手席ナビ     | au one ニュースEX au one GREE  |
| auベーシックホーム じぶん銀行                                           | 緊急速報メール                                                 | Bluetooth                               | 無線LAN機能 (Wi-Fi)            |
| 赤外線通信                                                              | au VoLTE （シンクコール対応） WIN HIGH SPEED au 4G LTE WiMAX2+ | グローバルパスポート                    | auフェムトセル                 |
| microSD microSDHC microSDXC                                             | モーションセンサー(6軸)                                        | 防水 防塵                               | 簡易留守録 着信拒否設定        |

- 安心セキュリティパックはフル対応
- DUALSHOCK 4・PS4リモートプレイ対応

## 歴史
- 2015年4月20日 - ソニーモバイルコミュニケーションズより先行発表[4]。
- 2015年5月14日 - KDDI、およびソニーモバイルコミュニケーションズジャパンより公式発表。
- 2015年6月11日 - 発売。

## 利用可能な周辺機器

### au+1 collection
- TVアンテナ付きタッチペン 0101KSA(シルバー) / 0101KPA(ピンク) :株式会社シンセイコーポレーション

### 日本国内向けソニー純正品
※はau+1 collection取扱い品
- ウィンドウ付きカバー SCR30※
- Smart Bluetooth スピーカー BSP60※
- 卓上ホルダ01 01SOPUA

## アップデート・不具合など
2015年6月11日のアップデート
ビルド番号：28.0.D.5.9
- シンクコールの性能改善。
- LINE通話終了後、メディア音量が小さくなる事象の改善。

2015年7月2日のアップデート
ビルド番号：28.0.D.5.18
- 画面左側中央部でタッチ切れが発生する事象の改善。

2015年7月14日のアップデート
ビルド番号：28.0.D.5.25
- Wi-Fi安定制御機能の不具合により、フリーズする事象の改善。

2015年9月8日のアップデート
ビルド番号：28.0.D.6.96
- 片通話となる事象の改善。
- 通話が切れる事象の改善。

2015年11月26日のアップデート
ビルド番号：28.0.D.6.136
- ホーム画面の自動回転設定をOFFにしても自動回転する事象の改善。
- ソフトウェア更新に失敗する事象の改善。

2016年5月17日のアップデート
ビルド番号：28.0.D.6.187
- 端末が再起動する事象の改善。
- mamorino Watchとの連携機能「はなれたらアラーム」の追加。

2016年6月14日のアップデート
ビルド番号：32.1.C.0.281
- Android 6.0による機能・操作性の向上

2016年10月25日のアップデート
ビルド番号：32.1.C.0.333
- 充電量調整機能の追加

2017年3月9日のアップデート
ビルド番号：32.1.C.0.401
- エラーメッセージ（問題が発生したため、[システムUI]を終了します。）が表示される問題の改善
- Eメールアプリ（ソニーモバイルコミュニケーションズ社製）のパッケージ名変更
- Androidセキュリティパッチ（レベル：2017年1月）の適用

2017年3月31日のアップデート
ビルド番号：32.3.C.0.274 
- Android 7.0による機能・操作性の向上

2017年7月20日のアップデート
ビルド番号：32.3.C.0.336
- Androidセキュリティパッチ（レベル：2017年6月）の適用